# Edwards (Kalifornia)
Edwards (dawniej Muroc i Wherry Housing) – obszar niemunicypalny w Kern County, w Kalifornii (Stany Zjednoczone), na wysokości 718 m. Urząd pocztowy w Edwards powstał w 1951.